# Karl Pivec

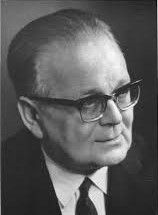
Karl Pivec, aufgenommen von Werner Maleczek im Jahr 1965.

Karl Pivec (* 10. März 1905 in Wien; † 20. Oktober 1974 in Innsbruck) war ein österreichischer Historiker.
Karl Pivec studierte an der Universität Wien von 1924 bis 1931 Geschichte, Kunstgeschichte, Germanistik und Philosophie. Seit 1930 war er Mitarbeiter an der Monumenta Germaniae Historica in Wien. Im Jahr 1931 wurde er promoviert in Geschichte an der Universität Wien mit einer Arbeit über die Briefsammlung des Gerbert von Aurillac. Von 1932 bis 1937 war er wissenschaftliche Hilfskraft am Österreichischen Institut für Geschichtsforschung der Universität Wien. 1935 erfolgte die Habilitation für Geschichte des Mittelalters und Historische Hilfswissenschaften an der Universität Wien mit der Arbeit Studien und Forschungen zur Herausgabe des Codex Udalrici. In den Jahren 1937 bis 1938 war Pivec Assistent am Österreichischen Institut für Geschichtsforschung der Universität Wien. Von 1935 bis 1938 lehrte er als Privatdozent an der Universität Wien. Am 13. März 1940 beantragte er die Aufnahme in die NSDAP und wurde zum 1. April desselben Jahres aufgenommen (Mitgliedsnummer 7.980.321).
Von 1939 bis 1940 war er nichtplanmäßiger außerordentlicher Professor für Geschichte des Mittelalters an der Universität Leipzig. Von 1940 bis 1945 war er planmäßiger außerordentlicher Professor für Historische Hilfswissenschaften an der Universität Leipzig. In den Jahren 1941 bis 1944 nahm er am Zweiten Weltkrieg teil und geriet 1944 in französische Kriegsgefangenschaft, in der er bis 1946 verblieb. 1946 war er Gastprofessor für Geschichte an der Universität Wien. Von 1946 bis 1950 arbeitete er als freier Journalist und Gelegenheitsarbeiter in Wien. Von 1950 bis 1974 lehrte Pivec als ordentlicher Professor für Geschichte des Mittelalters an der Universität Innsbruck und war 1954/55 Dekan der Philosophischen Fakultät der Universität Innsbruck. Zu Pivecs akademischen Schülern in Innsbruck zählten Werner Maleczek und Hans Eberhard Mayer. Einer seiner Forschungsschwerpunkte war Dietrich von Niem.

## Schriften (Auswahl)
- herausgegeben mit Alphons Lhotsky: Viridarium imperatorum et regum Romanorum (= Monumenta Germaniae historica. Scriptores. Bd. 5,1). Hiersemann, Stuttgart 1956.
- mit Hermann Heimpel: Neue Forschungen zu Dietrich von Niem (= Nachrichten der Akademie der Wissenschaften zu Göttingen, Philologisch-Historische Klasse. Jahrgang 1951, Bd. 4) Vandenhoeck & Ruprecht, Göttingen 1951.